# GOLDEN☆BEST 伊藤咲子
『GOLDEN☆BEST 伊藤咲子』（ゴールデン・ベスト いとうさきこ）は、伊藤咲子のベスト・アルバム。2002年6月19日発売。発売元は東芝EMI（現・ユニバーサル ミュージック・USMジャパン）。規格品番：TOCT-10856。

## 解説
各レコード会社から発売されている『ゴールデン☆ベスト』シリーズの中の1枚としてリリースされた廉価盤のベスト・アルバムで、本作で一部のシングルB面曲が初CD化された。
2018年12月5日には期間限定スペシャル・プライス盤として再販された（実質的には廉価版扱い）。

## 収録曲
特記以外　作詞:阿久悠　作曲・編曲:三木たかし
1. ひまわり娘
作曲:シュキ・レヴィ　編曲:ケン・ギブソン
デビューシングルの表題曲。
2. 夢みる頃
作曲:シュキ・レヴィ　編曲:ケン・ギブソン
2枚目のシングルの表題曲。
3. 待ちこがれて
作曲:ジェームス・リード　編曲:ジェームス・リード,ハル・ワキトンス
2枚目のシングルのカップリング曲。
4. 木枯しの二人
3枚目のシングルの表題曲。
自身最大のヒットシングルとなっている。
5. 赤ちゃんみたいな女の子
3枚目のシングルのカップリング曲。
6. 青い麦
4枚目のシングルの表題曲。
7. 白い灯台
4枚目のシングルのカップリング曲。
8. 乙女のワルツ
5枚目のシングルの表題曲。
中森明菜が2002年にカバー（『-ZEROalbum- 歌姫2』に収録）。
9. 紅い花
5枚目のシングルのカップリング曲。
10. 冬の星
6枚目のシングルの表題曲。
11. きみ可愛いね
7枚目のシングルの表題曲。
同曲で『第27回NHK紅白歌合戦』に初出場を果たした。
12. いい娘に逢ったらドキッ
8枚目のシングルの表題曲。
13. 青い鳥逃げても
10枚目のシングルの表題曲。
14. ごきげん如何
10枚目のシングルのカップリング曲。
15. 愛のシルフィー
11枚目のシングルの表題曲。
16. 何が私に起こったか
12枚目のシングルの表題曲。
17. 寒い夏
作詞:中里綴　作曲:和泉常寛　編曲:直居隆雄
13枚目のシングルの表題曲。
18. 夢ごこち
作詞:中里綴　作曲:和泉常寛　編曲:直居隆雄
13枚目のシングルのカップリング曲。